# Јонско море
Јонско море (грч. Ιόνιο Πέλαγος [], лат. Mare Ionium, итал. Mare Ionio), део Средоземног мора који се налази између Грчке на истоку, Сицилије на југозападу и континенталне Италије на западу и северозападу. Иако су га старији аутори сматрали делом Јадранског мора, Јонско море се сада сматра посебном морском површином. У Јонском мору, јужно од Грчке, измерена је највећа дубина у Средоземљу (4.900 m).
Јонско море је повезано с Тиренским морем Месинским мореузом, а с Јадранским морем Отрантским мореузом.
Постоје трајектне руте између Патраса и Игуменице, Грчка, и Бриндизија и Анконе у Италији, које прелазе источно и северно од Јонског мора, и од Пиреја ка западу. Калипсо абис, најдубља тачка на Медитерану на 5.109 m (16.762 ft), налази се у Јонском мору, на . Ово море је једно од сеизмички најактивнијих подручја на свету.

## Етимологија
Назив јонски потиче од грчке речи Ionion (Ἰόνιον). Његова етимологија је непозната. Старогрчки писци, посебно Есхил, повезивали су га са митом о Ију. У старогрчком је придев Ionios (Ἰόνιος) коришћен као епитет за море, јер га је Иja препливао. Према Оксфордском класичном речнику, име може да потиче од Јонаца који су пловили на Запад. Било је и наратива о другим епонимским легендарним личностима; према једној верзији, Јоније је био Адријанов син (епоним за Јадранско море); по другом, Јоније је био Дирахов син. Када су Дираха напала његова рођена браћа, у помоћ му је притекао Херакле, који је пролазио тим подручјем, али је у борби јунак грешком убио сина свог савезника. Тело је бачено у воду, а после је названо Јонско море.
На чамском албанском дијалекту, море је познато као „Fusha e zonjës“, што се преводи као „дамин домен.

## Географија

### Opseg
Међународна хидрографска организација дефинише границе Јонског мора на следећи начин:
На северу. Линија која иде од ушћа реке Бутринт (39°44'N) у Албанији, до рта Карагол на Крфу (39°45'N), дуж северне обале Крфа до рта Кефали (39°45'N) и одатле до рта Санта Марија ди Леука у Италији.
На истоку. Од ушћа реке Бутринто у Албанији низ обалу копна до рта Матапан.
На југу. Линија од рта Матапан до рта Пасеро, јужне тачке Сицилије.
На западу. Источна обала Сицилије и југоисточна обала Италије до рта Санта Марија ди Леука.

## Места и луке
- Сиракуза - западна обала
- Катанија - западна обала
- Кротоне - северозападна обала
- Таранто - северна обала
- Саранда - североисточна обала
- Парга - источна обала
- Превеза - источна обала
- Крф - источна обала
- Аргостоли -источна обала
- Пиргос - југоисточна обала

## Заливи и пролази
- залив Скилаће - северна обала
- Тарантски залив - северна обала
- залив Арта - источна обала
- Патраски залив, који се продужава у Коринтски залив - источна обала
- Месински мореуз - северозапад
- Отрантска врата - север

## Историја
Ово море је било место чувене поморске битке између Октавијана и Марка Антонија познате као Битка код Акијума, рата вођеног 31. п. н. е., а такође је познато и по хероју из старогрчке митологије по имену Одисеј, који је био са острва Итака.